# Przepona (botanika)
Przepona, diafragma – warstwa komórek przegradzająca w poprzek kanały powietrzne w miękiszu powietrznym u roślin wodnych.